# Syngonanthus bicolor
Syngonanthus bicolor är en gräsväxtart som beskrevs av Silveira. Syngonanthus bicolor ingår i släktet Syngonanthus och familjen Eriocaulaceae. Inga underarter finns listade i Catalogue of Life.